# Адольфо Гонсалес
Адольфо Гонсалес (ісп. Adolfo González; нар. 8 січня 1952) — колишній мексиканський тенісист.
Найвищу одиночну позицію світового рейтингу — 255 місце досяг 22 грудня 1980 року.

## Титули на челленджерах

### Одиночний розряд: (1)
| Ранг | Рік  | Турнір                          | Покриття | Суперник         | Рахунок  |
| ---- | ---- | ------------------------------- | -------- | ---------------- | -------- |
| 1.   | 1980 | Сан-Луїс-Потосі (штат), Мексика | Ґрунт    | Гільєрмо Стівенс | 6–4, 6–4 |